# Nangikurrunggurr jezik
Nangikurrunggurr jezik (nangikurunggurr, ngangikarangurr, ngankikurrunkurr, ngenkikurrunggur; ISO 639-3: nam), australski jezik porodice daly, kojim govori oko 220 ljudi (1996 popis; 275, 1988 J. Ellis SIL),) na rijeci Daly u Sjevernom teritoriju, Australija. 
Klasificira se podskupini murrinh-patha, dok je ranije činio posebnu podskupinu moil, koja je bila dio šire skupine daly. Pleme je stacionirano na Daly River Mission, Tipperary Station. Postoji nekoliko dijalekata: tyemeri (moil, ngankikurrunkurr), ngenkiwumerri (40, Black 1983; nangumiri, nangiomeri, angomerry, marewumiri, nangimera, ngangomori), ngangi-tjemerri, ngangi-wumeri

## Vanjske poveznice
- Ethnologue (14th)
- Ethnologue (15th)